# Liste der Bibliotheken der Vereinigten Staaten
Die Liste der Bibliotheken der Vereinigten Staaten führt eine Auswahl wissenschaftlicher, öffentlicher und anderer Bibliotheken der USA nach Bundesstaaten auf. Bedeutende Organisation der amerikanischen Bibliotheken ist die American Library Association.

## Bibliotheken nach Bundesstaaten
Connecticut
- New Haven: 
  - Beinecke Rare Book and Manuscript Library
  - Yale University Library, Bibliothekssystem der Yale University

Georgia
- Atlanta: Jimmy Carter Library and Museum

Illinois
- Chicago: Joseph Regenstein Library
- Chicago: Newberry Library
- Chicago: University of Chicago Library
- Highland Park: Highland Park Public Library
- Schaumburg: Schaumburg Township District Library
- Springfield: Abraham Lincoln Presidential Library
- Urbana: University of Illinois at Urbana-Champaign

Kalifornien
- Beverly Hills: Margaret Herrick Library
- Newport Beach: Sherman Library and Gardens
- Simi Valley: Ronald Reagan Presidential Library
- Stanford:Stanford University Libraries
- Yorba Linda: Richard Nixon Library & Birthplace

Maine
- West Paris: Arthur L. Mann Memorial Library

Maryland
- Bethesda: United States National Library of Medicine

Massachusetts
- Boston: Boston Public Library
- Boston: Boston Athenæum
- Bourne: Jonathan Bourne Public Library
- Cambridge: Harvard University Library
  - Houghton Library
  - Widener Library
- Malden: Converse Memorial Library
- Middleton: Flint Public Library
- Quincy: Thomas Crane Public Library
- Salem: Salem Athenæum
- Truro: Cobb Memorial Library
- West Harwich: Chase Library
- Woburn (Massachusetts): Winn Memorial Library

Minnesota
- Minneapolis: Minneapolis Public Library

Mississippi
- Biloxi: Jefferson Davis Presidential Library

New Hampshire
- Exeter: Phillips Exeter Academy Library

New York
- Albany: New York State Library
- Hyde Park: Franklin D. Roosevelt Presidential Library and Museum
- Ithaca: Macaulay Library
- New York City: Avery Architectural and Fine Arts Library
- New York City: Dag-Hammarskjöld-Bibliothek der Vereinten Nationen
- New York City: New York Public Library
- New York City: Morgan Library & Museum

Pennsylvania
- Harrisburg: Dauphin County Law Library
- Philadelphia: Rosenbach Museum & Library

Texas
- College Station: George Bush Presidential Library
- Terrel: Terrell Carnegie Library

Vermont
- Derby: Haskell Free Library and Opera House

Washington
- Seattle: Seattle Central Library

Washington, D.C.
- Washington D.C.: Library of Congress
- Washington D.C.: Northland Public Library
- Washington D.C.: Martin Luther King Jr. Memorial Library
- Washington D.C.:Folger Shakespeare Library

## Nationalbibliotheken der USA
- Washington D.C.: Library of Congress
- United States National Agricultural Library
- United States National Library of Medicine
- National Transportation Library
- National Library of Education

## Fachbibliotheken
- Houston: Lanier Theological Library
- New York City: Bibliothek der 
Hispanic Society of America
- Washington, D.C.:United States Senate Library, Bibliothek des Senats der Vereinigten Staaten
- Washington, D.C.:United States House of Representatives Library, Bibliothek des Repräsentantenhaus der Vereinigten Staaten
- Washington, D.C.:Folger Shakespeare Library

## Medizinische Fachbibliotheken
Bedeutende Organisation ist das National Network of Libraries of Medicine.
- Bethesda (Maryland): United States National Library of Medicine
- Lane Medical Library, der Stanford University School of Medicine, Stanford (Kalifornien)
- The Texas Medical Center Library, des Texas Medical Center, Houston